# Ordre des Druides
 (juillet 2025).
 (juillet 2025).
L’Ordre des Druides (en anglais : Order of Druids, abrégé en OD) est une organisation fraternelle et mutualiste fondée en Angleterre en 1858, à la suite d’un schisme avec l’United Ancient Order of Druids. Sa devise est integritas pro rupe nobis. L’emblème de l’ordre représente un druide tenant une harpe aux côtés d’un guerrier celte, tous deux accompagnés des emblèmes nationaux du Royaume-Uni, de l’Australie, de l’Inde et des États-Unis.

## Histoire
Durant l’époque victorienne, la branche la plus influente de l’ordre était celle des Sheffield Equalized Independent Druids.
Entre les deux guerres mondiales, cette société comptait parmi les trois principales organisations druidiques fraternelles au sein de l’Empire britannique. Elle possédait une forte implantation à Sheffield ainsi que dans les bassins houillers de l’Angleterre. Après la Seconde Guerre mondiale, la généralisation de l’État-providence entraîna son déclin progressif, et les dernières loges fermèrent leurs portes dans les années 1970, ou bien se transformèrent en compagnies d’assurance, tel que ce fut le cas des Sheffield Equalized Independent Druids devenus la Sheffield Mutual.